# Hiromi Kawakami
Hiromi Kawakami, född 1 april 1958 i Tokyo, är en japansk romanförfattare. Hon är också verksam som kritiker och essäist.

## Biografi
Hiromi Kawakami har studerat naturvetenskap vid Ochanomizu Women's College. Efter att ha arbetat som lärare och hemarbetande under några år debuterade hon 1980 med en novell i  science fiction-tidskriften NW-SF no. 16 under namnet Yamada Hiromi.

## Författarskap
Hiromi Kawakamis första novellsamling publicerades 1994 och hon har därefter gett ut flera novellsamlingar och romaner. Hennes stil är en blandning av fantasi och magisk realism och språket ligger nära det talade. För romanen Sensei no kaban (Senseis portfölj) tilldelades författaren Tanizakipriset 2001. Hennes böcker är översatta till flera språk.  
Senseis portfölj är den första svenska översättningen av författarens verk. Romanen skildrar relationen mellan en ensam kvinna i trettioårsåldern och hennes före detta lärare. De möts över utförligt beskrivna måltider och sake (risvin) och ett stillsamt kärleksförhållande växer fram. Boken har både filmatiserats och blivit en mangaserie. 
I Kamisama och Kamisama 2011 (i engelsk översättning God bless you 2011),  behandlar författaren det japanska begreppet "kizuna"  vilket handlar om band som förenar människor men även människa och natur i svåra situationer. I båda böckerna är det en björn som personaliserar "kizuna" och i Kamisama 2011 handlar det kollektiva traumat om jordbävningen och den åtföljande tsunamin och Fukushima-katastrofen}.
Manazuru är namnet på en kuststad. Huvudpersonen i romanen med samma namn är en kvinna vars man försvunnit under oklara omständigheter och namnet på staden återfinns i makens dagbok. Under sökandet i staden dyker en skugglik varelse upp i kvinnans närhet och inleder en dialog där bland annat den kvinnliga kroppsligheten och naturens magi hamnar i fokus. Romanen är översatt till en mängd språk och är prisbelönad i hemlandet.